# 점동초등학교 안평분교
점동초등학교 안평분교는 대한민국 경기도 여주시 점동면 장안리 480-3번지에 있었던 초등학교 분교이다.

## 연혁
- 1935년 3월 31일 점동공립보통학교 부설 장안간이학교로 개설
- 1942년 4월 1일 장안공립국민학교로 승격
- 1946년 2월 1일 안평국민학교로 개명
- 1949년 3월 24일 제1회 졸업식
- 1977년 9월 1일 벽지형 급식학교로 지정
- 1981년 3월 1일 병설유치원 1학급 인가
- 1983년 7월 15일 안평국민학교 급식실 및 식당 준공(42평)
- 1993년 3월 1일 점동국민학교 안평분교장으로 통합
- 1996년 3월 1일 점동초등학교 안평분교로 개칭
- 2009년 3월 1일 폐교